# Dreiklangs-Dimensionen
Dreiklangs-Dimensionen ist ein Lied der deutschen Band Rheingold und gilt als erster Titel der Neuen Deutschen Welle, der die Top 20 der deutschen Charts erreichte.

## Hintergrund
Dreiklangs-Dimensionen wurde von den beiden Rheingold-Mitgliedern Lothar Manteuffel und Bodo Staiger geschrieben beziehungsweise komponiert. Für die Produktion des Titels zeichnete Conny Plank verantwortlich.
Die Erstveröffentlichung von Dreiklangs-Dimensionen erfolgte als Teil des nach der Band benannten Debütalbums im Jahr 1980 durch das Musiklabel Welt-Rekord. 1981 erschien es als 7″-Single mit der B-Seite Rendezvous und als 12″-Single mit der B-Seite Fluss. Für den internationalen Markt wurde auch eine englische Version unter dem Namen Triad Dimensions produziert, die im Jahr 1982 als Single erschien.

## Charts und Chartplatzierungen
Dreiklangs-Dimensionen stieg am 31. August 1981 auf Rang 49 der deutschen Singlecharts ein und erreichte am 8. Februar 1982 mit Rang 17 seine beste Platzierung. Die Single platzierte sich 38 Wochen in den Charts, letztmals in der Chartwoche vom 17. Mai 1982. In Deutschland avancierte Dreiklangs-Dimensionen zum ersten von drei Charthits der Band. Keine Single konnte sich besser oder länger in den Charts platzieren. 1982 belegte das Lied Rang 45 der deutschen Single-Jahrescharts. In Österreich stieg das Lied am 15. Oktober 1981 für eine Halbmonatsausgabe auf Rang 19 ein. Es war der einzige Charthit der Band in Österreich. Darüber hinaus erreichte die Single Top-20-Platzierungen in Belgien (Rang 14) und den Niederlanden (Rang 20).
| ChartsChartplatzierungen | Höchstplatzierung | Wochen/ Monate |
| ------------------------ | ----------------- | -------------- |
| Deutschland (GfK)        | 17 (38 Wo.)       | 38 Wo.         |
| Österreich (Ö3)          | 19 (½ Mt.)        | ½ Mt.          |

| ChartsJahrescharts (1982) | Platzierung |
| ------------------------- | ----------- |
| Deutschland (GfK)         | 45          |